# 王芳 (1920年)
王芳（1920年9月30日—2009年11月4日），原名王春芳，山东新泰人，中国共产党、中华人民共和国政治人物，原副国级领导人。1937年10月参加革命，1938年4月加入中國共產黨。中共第十二届中央委员会委员，在中共十三大上当选为中央顾问委员会委员。曾任中華人民共和國公安部部長、中國人民武裝警察部隊第一政治委員、國務委員等職。

## 生平
王芳出生在山东省新泰县东都镇一个农民家庭，原名王春芳。1937年下半年，王芳到新泰第一小学代课。1938年春节刚过，带领12名进步青年参加八路军山东人民抗日游击队第四支队，1938年4月加入中国共产党。1938年夏，被选调参加了四支队政治部举办的锄奸干部培训班。1938年12月，八路军山东纵队第四支队锄奸科科长兼军事审判所所长。后任山东纵队第一旅保卫科科长兼敌工科科长、1942年8月鲁中军区敌工科科长兼鲁中区党委三地委敌工部副部长、1945年6月山东军区独立旅政治部主任等职
1946年5月调任鲁中军区保卫部部长。1947年3月后，他先后任第三野战军第八纵队组织部部长兼保卫部部长，第三野战军第七兵团保卫部部长。
新中国成立前后，先后任杭州市军事管制委员会公安部副部长，杭州市公安局副局长、局长，浙江省公安厅副厅长。1952年11月任浙江省公安厅厅长。1964年9月，任浙江省副省长。1965年8月代理中共温州地委书记。1977年恢复工作后，先后任中共宁波地委书记、宁波地区革委会主任兼中共宁波市委第一书记、宁波市革委会主任，中共浙江省委常委，省革委会副主任，省委副书记兼省委政法委书记，省人大常委会副主任兼省人大常委会秘书长等职务。在审判林彪、江青反革命集团的“两案”审判期间，担任最高人民检察院特别检察厅检察员出庭公诉。
1983年，任中共浙江省委書記。1987年，任中国人民武装警察部队第一政治委员，国务委员，国家禁毒委员会主任、公安部部長等職務，成为改革开放以来第一位以党和国家领导人身份担任公安部部长者。1990年，因公安工作過於繁忙，身體原因辭去公安部長職務，1993年卸下國務委員職務後退休。2006年，出版《王芳回忆录》。
2009年11月4日11时36分在浙江杭州逝世，享年89歲，官方对王芳的评价是“中国共产党的优秀党员，久经考验的忠诚的共产主义战士，无产阶级革命家，我国公安政法战线的杰出领导人”。